# Trimetopon pliolepis
Espèce
Statut de conservation UICN

 LC  : Préoccupation mineure
Trimetopon pliolepis  est une espèce de serpents de la famille des Dipsadidae.

## Répartition
Cette espèce est endémique du Costa Rica.

## Description
L'holotype de Trimetopon pliolepis mesure 287 mm dont 76 mm pour la queue.

## Publication originale
- Cope, 1894 : Third addition to a knowledge of the Batrachia and Reptilia of Costa Rica. Proceedings of the Academy of Natural Sciences of Philadelphia, vol. 46, p. 194-206 (texte intégral).